# Svetinja (Trebnje, Slovenija)
Svetinja je naselje u slovenskoj Općini Trebnju. Svetinja se nalazi u pokrajini Dolenjskoj i statističkoj regiji Jugoistočnoj Sloveniji. 

## Stanovništvo
Prema popisu stanovništva iz 2002. godine naselje je imalo 18 stanovnika.